# I. A třída Středočeského kraje
I. A třída Středočeského kraje patří společně s ostatními prvními A třídami mezi šesté nejvyšší fotbalové soutěže v Česku. Je řízena Středočeským fotbalovým svazem a rozdělena na skupiny A a B. Hraje se každý rok od léta do jara se zimní přestávkou. Účastní se ji v každé skupině 16 týmů z oblasti Středočeského kraje, každý s každým hraje jednou na domácím hřišti a jednou na hřišti soupeře. Celkem se tedy hraje 30 kol. Vítězem se stává tým s nejvyšším počtem bodů v tabulce a postupuje do středočeského přeboru. Poslední tři týmy sestupují do I. B třídy (do skupiny A,B,C,D nebo E). Do Středočeské I. A třídy vždy postupují vítězové skupin I. B třídy.
- skupina A – hrají zde týmy z okresů Mělník, Kladno, Rakovník, Praha-západ, Beroun a Příbram
- skupina B – hrají zde týmy z okresů Mladá Boleslav, Nymburk, Kolín, Praha-východ, Kutná Hora a Benešov

## Vítězové

### 1. A třída skupina A
| Ročník    | Vítězný tým                                          |
| --------- | ---------------------------------------------------- |
| 2003/2004 | FK Pšovka Mělník                                     |
| 2004/2005 | FC Čechie Velká Dobrá                                |
| 2005/2006 | FC Jesenice                                          |
| 2006/2007 | AFK Hořín                                            |
| 2007/2008 | TJ Slavoj Řevnice                                    |
| 2008/2009 | TJ Sokol Milín – Ligmet                              |
| 2009/2010 | TJ Slovan Hradištko                                  |
| 2010/2011 | SK Černolice                                         |
| 2011/2012 | TJ Sokol Nová Ves pod Pleší                          |
| 2012/2013 | Sokol Vraný                                          |
| 2013/2014 | SK Rakovník                                          |
| 2014/2015 | Slovan Velvary                                       |
| 2015/2016 | FK Zbuzany 1953                                      |
| 2016/2017 | SK Spartak Příbram                                   |
| 2017/2018 | TJ SK Hřebeč                                         |
| 2018/2019 | FK Komárov                                           |
| 2019/2020 | SK Tochovice – Nedohráno z důvodu pandemie covidu-19 |
| 2020/2021 | Nedohráno z důvodu pandemie covidu-19                |
| 2021/2022 | SK Spartak Příbram                                   |
| 2022/2023 | SK Chlumec                                           |
| 2023/2024 | SK Rakovník                                          |
| 2024/2025 | SK Spartak Příbram                                   |

### 1. A třída skupina B
| Ročník    | Vítězný tým                                           |
| --------- | ----------------------------------------------------- |
| 2003/2004 | FC Vlašim                                             |
| 2004/2005 | FK Slavoj Stará Boleslav                              |
| 2005/2006 | TJ Sokol Kosořice                                     |
| 2006/2007 | TJ Kunice                                             |
| 2007/2008 | SK Sokoleč                                            |
| 2008/2009 | SK Sokoleč                                            |
| 2009/2010 | SK Pyšely                                             |
| 2010/2011 | TJ Slavia Louňovice                                   |
| 2011/2012 | Sokol Klecany                                         |
| 2012/2013 | TJ Jíloviště                                          |
| 2013/2014 | Sokol Družba Suchdol                                  |
| 2014/2015 | Čechie Vykáň                                          |
| 2015/2016 | FK Brandýs nad Labem                                  |
| 2016/2017 | FC Horky nad Jizerou                                  |
| 2017/2018 | FK Bohemia Poděbrady                                  |
| 2018/2019 | SK Kosmonosy                                          |
| 2019/2020 | Fotbal Hlízov – Nedohráno z důvodu pandemie covidu-19 |
| 2020/2021 | Nedohráno z důvodu pandemie covidu-19                 |
| 2021/2022 | SK Sokoleč                                            |
| 2022/2023 | SK Posázavan Poříčí nad Sázavou                       |
| 2023/2024 | SK Rapid Psáry                                        |
| 2024/2025 | Sparta Kutná Hora                                     |